# Wafango
Wafango (ou Ouafango) est un village du Cameroun situé dans le département du Mayo-Tsanaga et la Région de l'Extrême-Nord. Il fait partie de la commune de Mokolo et du canton de Zamai.

## Population
En 1966-1967, la localité comptait 112 habitants, principalement des Mafa.
En 2005, lors du recensement général de la population et de l'habitat, on y a dénombré 2 900 habitants.